# Logia azul

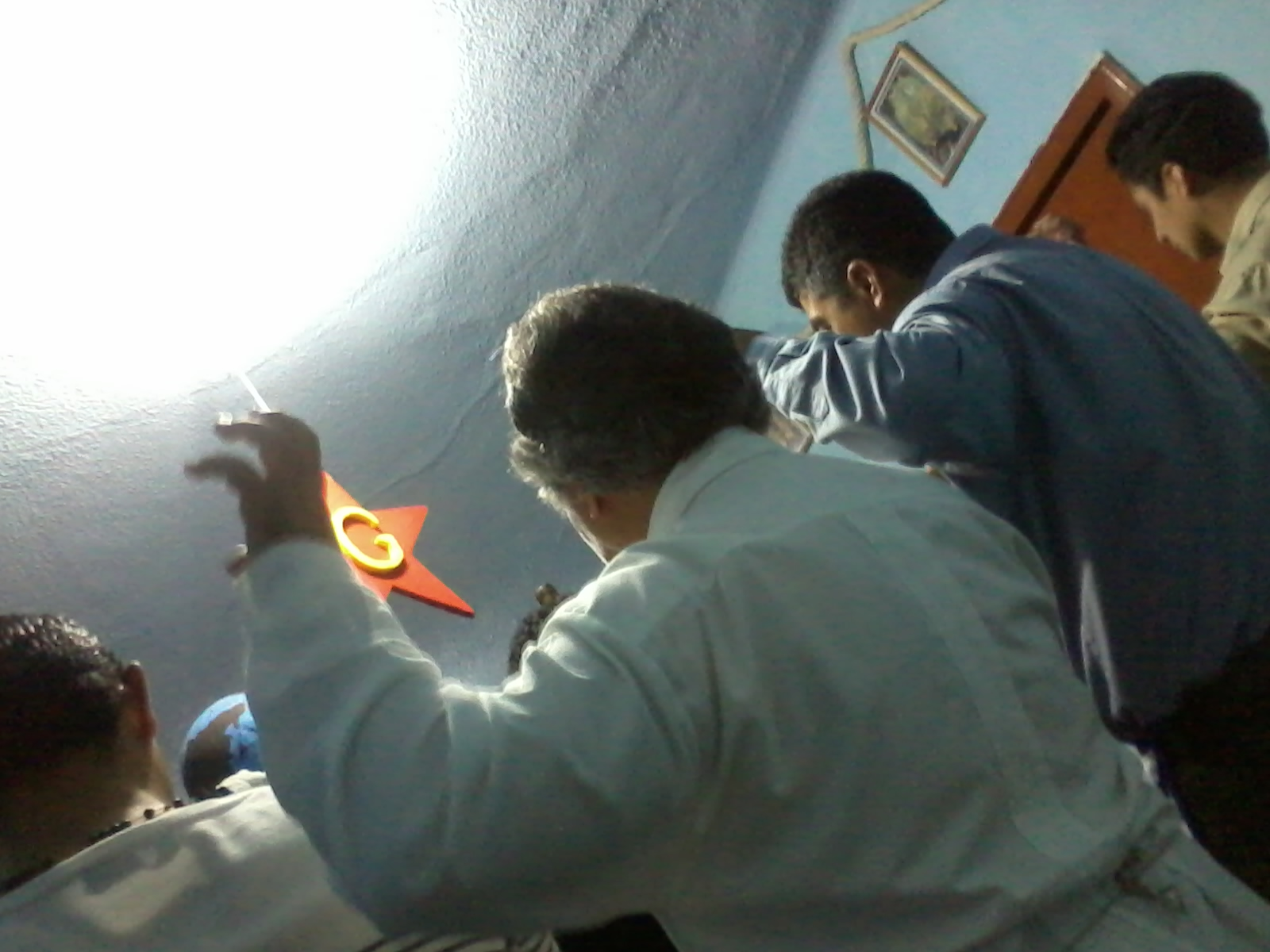
Ceremonia de aumento de salario (pase al grado de compañero), en una logia del rito nacional mexicano, en la Ciudad de México.

Las logias azules o logias simbólicas son, en la francmasonería, las consagradas al trabajo en los tres grados masónicos tradicionales: aprendiz, compañero y maestro. Son estos los tres primeros grados de la masonería, y se les denomina, en conjunto, masonería simbólica o grados simbólicos.
Opinión del destacado masón Albert Pike sobre los grados azules: 

"Los Grados Azules no son más que el patio exterior o pórtico del Templo. Parte de los símbolos se exhiben allí al Iniciado, pero este es engañado intencionalmente por falsas interpretaciones. No se pretende que los comprenda, sino que imagine que los comprende. Su verdadera explicación está reservada para los Adeptos, los Príncipes de la Masonería. Todo el cuerpo del Arte Real y Sacerdotal estuvo oculto tan cuidadosamente, siglos atrás, en los Altos Grados, que aún es imposible resolver muchos de los enigmas que contienen. Es suficiente para la mayoría de los llamados masones imaginar que todo está contenido en los Grados Azules; y quien intente desentrañarlos trabajará en vano y, sin una verdadera recompensa, violará sus obligaciones como Adepto. La Masonería es la verdadera Esfinge, enterrada hasta la cabeza en la arena acumulada a su alrededor por siglos."
Moral y Dogma", página 819